# Wilhelm I của Württemberg
Wilhelm I (tiếng Đức: Friedrich Wilhelm Karl; 27 tháng 9 năm 1781 – 25 tháng 6 năm 1864) là Vua của Württemberg từ ngày 30 tháng 10 năm 1816 cho đến khi ông qua đời vào ngày 25 tháng 6 năm 1864.
Sau khi Wilhelm lên ngôi, Vương quốc Württemberg bị mất mùa và nạn đói trong "Năm không có mùa hè" vào năm 1816. Ông khởi xướng những cải cách sâu rộng, dẫn đến việc các Điền trang Württemberg được thông qua hiến pháp vào ngày 25 tháng 9 năm 1819. Trong 48 năm trị vì của ông, Württemberg đã chuyển từ một vương quốc được tạo ra từ các lãnh thổ giáo hội khác nhau và là một quốc gia nông nghiệp không đồng nhất, sang một quốc gia hợp hiến với bản sắc chung và cơ chế quản lý được tổ chức tốt.
Ngoài chính sách đối nội thành công của mình, trong suốt triều đại, ông còn theo đuổi tham vọng tập trung vào chính sách đối ngoại của Đức và châu Âu. Bên cạnh các cường quốc Phổ và Áo, ông đã tưởng tượng ra một cường quốc Đức lớn thứ ba dưới hình thức liên minh giữa Vương quốc Bayern, Vương quốc Sachsen, Vương quốc Hannover và Vương quốc Württemberg. Mặc dù kế hoạch này không bao giờ thành công nhưng nó đảm bảo một chính sách nhất quán, mạch lạc và có mục tiêu trong thời kỳ trị vì của ông.
Wilhelm là vị vua Đức duy nhất buộc phải công nhận Hiến pháp Frankfurt năm 1848. Sau thất bại của Cách mạng Tháng Ba năm 1848, ông theo đuổi những chính sách phản động đi ngược lại hình ảnh tự do của ông trước cách mạng. Ông qua đời năm 1864 tại Cung điện Rosenstein ở Bad Cannstatt và được chôn cất tại Lăng mộ Württemberg.
Wilhelm là một người đàn ông trăng hoa, luôn thực hiện các cuộc tình vụng trộm ngoài hôn nhân với nhiều phụ nữ, và ông cũng có một số đứa con ngoại hôn với họ. Những cuộc ngoại tình diễn ra từ khi ông chưa lên ngôi vua và kéo dài cho đến lúc ông qua đời.

## Thời trẻ

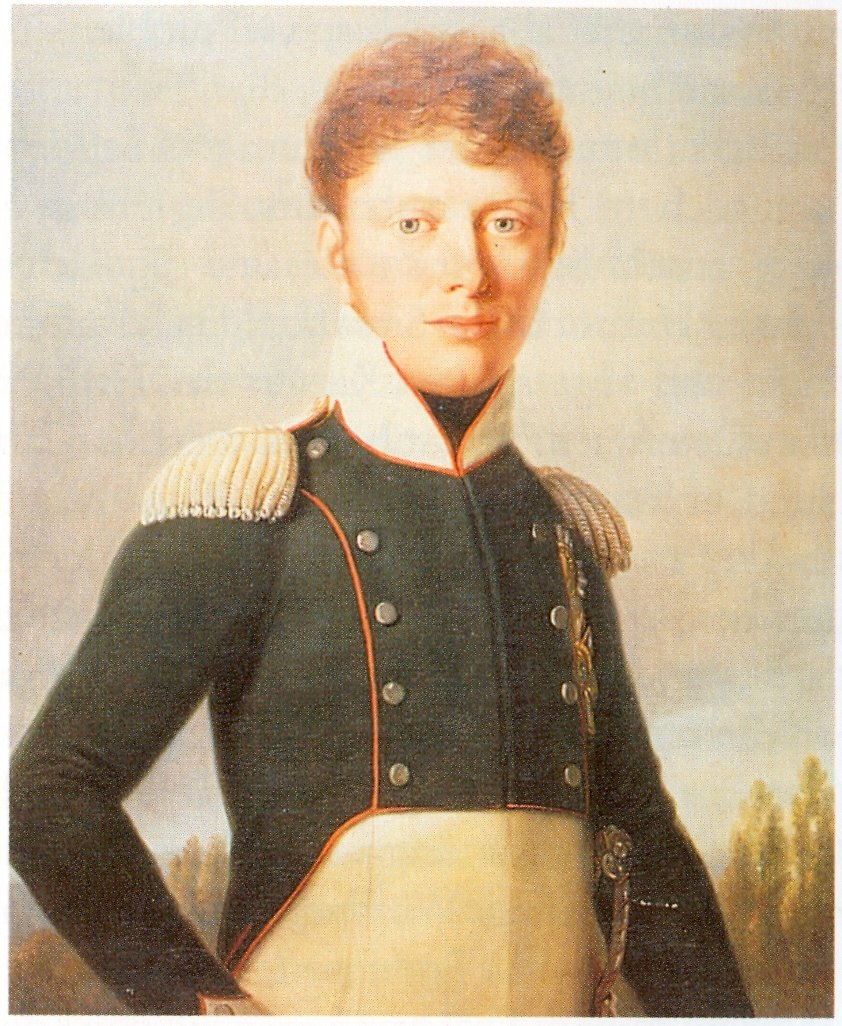
Chân dung của Friedrich Wilhelm thời trẻ

Friedrich Wilhelm sinh ra tại Lüben (sau năm 1945 Lubin, Ba Lan) vào ngày 27 tháng 9 năm 1781 (được gọi là "Fritz" cho đến đầu triều đại của ông) là con trai của Công tước Friedrich Wilhelm Karl xứ Württemberg (1754–1816) và Augusta xứ Brunswick-Wolfenbüttel (1764–1788).
Cha mẹ ông luôn tồn tại những mối quan hệ bất hoà. Cha của ông gia nhập Quân đội Phổ năm 1774, sau đó chuyển đi ngay sau khi Wilhelm chào đời để phục vụ Nữ hoàng Nga là Catherine Đại đế, người đã bổ nhiệm ông làm Thống đốc Đông Phần Lan. Mặc dù mẹ của Wilhelm sinh em gái Catharina Frederica vào năm 1783, sau đó vào cuối năm đó là Sophia Dorothea và Paul vào năm 1785, mối quan hệ giữa cha mẹ ông vẫn tiếp tục xấu đi. Augusta tìm nơi trú ẩn khỏi cuộc hôn nhân bị ngược đãi của mình và yêu cầu Nữ hoàng bảo vệ vào năm 1786. Catherine buộc Friedrich và các con của ông rời khỏi Nga và đặt Augusta dưới sự giám hộ của một cựu thợ săn hoàng gia là Reinhold Wilhelm von Pohlmann, và người ta cho rằng bà đã có thai với người đàn ông này sau đó. Trong cuộc điều tra do chính Wilhelm ra lệnh thực hiện vài năm sau, điều này đã được chứng minh là không đúng sự thật. Bà mất năm 1788. Năm 1790, Friedrich và hai con trai chuyển đến Cung điện Ludwigsburg. Ông đảm bảo rằng việc giáo của các con trai ông đều đến từ các nhà giáo Württemberg và được quản lý và rất nghiêm ngặt.
Karl Eugen xứ Württemberg qua đời vào ngày 24 tháng 10 năm 1793. Ông đã cai trị được 56 năm và vì ông không có con cháu hợp pháp nên Công quốc Württemberg được chuyển cho em ông là Công tước Ludwig Eugen vào năm 1793, rồi 2 năm sau cho Công tước Friedrich Eugen là ông nội của Friedrich Wilhelm tiếp nhận ngai vàng. Do đó, cha của Friedrich Wilhelm trở thành Công tử kế vị (Erbprinz) vào năm 1795, sau đó trở thành công tước cai trị vào ngày 23 tháng 12 năm 1797. Năm 1797, cha của Friedrich Wilhelm tái hôn với Charlotte, Công chúa hoàng gia, con gái của Vua George III của Anh. Sau đó, họ bắt đầu tìm vợ cho Friedrich Wilhelm và những cô dâu tiềm năng bao gồm em gái của Hoàng đế La Mã Thần thánh Franz II là Nữ đại công tước Maria Amalia, và các Nữ đại công tước Alexandra Pavlovna và Maria Pavlovna.
Mối quan hệ của Công tước Friedrich với con trai cũng xấu đi. Friedrich Wilhelm thường nổi loạn chống lại sự dạy dỗ của cha mình. Năm 1799, kế hoạch bỏ trốn của Friedrich Wilhelm bị phát hiện và cha ông đã ra lệnh bắt giam tạm thời. Sau khi được trả tự do, Friedrich Wilhelm bắt đầu theo học tại Đại học Tübingen. Sau khi Chiến tranh Liên minh thứ hai nổ ra và Pháp tiến quân dưới sự chỉ huy của Đệ Nhất Tổng tài Napoléon vào mùa xuân năm 1800, Friedrich Wilhelm, người đã tham gia với tư cách tình nguyện viên trong quân đội Áo, đã tham gia Trận Hohenlinden vào tháng 12 năm 1800. Năm 1803, ông đạt được cấp bậc Thiếu tướng đế chế. Các nhà nghiên cứu đương thời ghi nhận ông là người có kiến thức quân sự sâu sắc, lòng can đảm và lòng dũng cảm.
Sau khi trở lại Württemberg vào năm 1801, Friedrich Wilhelm và em trai Paul bắt đầu liên lạc với con gái của kiến trúc sư cảnh quan, Konradin von Abel. Friedrich Wilhelm yêu Therese von Abel, người hơn ông 4 tuổi. Vào thời điểm đó đã xảy ra xung đột giữa Công tước Friedrich và Điền trang Württemberg (Landstände) về các vấn đề chính sách đối nội và đối ngoại. Konradin von Abel đại diện cho lợi ích chính sách đối ngoại của các điền trang và được Friedrich Wilhelm ủng hộ, người đã đi ngược lại lợi ích trong các chính sách của cha mình. Năm 1803 landscape architect trốn khỏi Württemberg tới Paris, Viên, Schaffhausen và Saarburg. Tại Saarburg, Therese sinh đôi nhưng hai đứa trẻ đã chết ngay sau khi sinh. Bấy giờ là Tuyển hầu xứ Württemberg, Friedrich muốn đưa con trai mình trở lại Württemberg. Friedrich Wilhelm đến Paris vào tháng 10, nơi ông được Napoléon tiếp đón vào ngày 14 tháng 10. Tuyển hầu Friedrich đã ngăn cản cuộc hôn nhân theo kế hoạch của con trai ông với Therese von Abel thông qua các biện pháp can thiệp ngoại giao, mặc dù việc chia cắt hai người không xảy ra cho đến mùa thu năm 1804. Trong thời gian ở Paris, Friedrich Wilhelm đã nhận được hỗ trợ tài chính từ Landstände và sau đó từ Napoléon.

## Người thừa kế ngai vàng
Vào ngày 11 tháng 9 năm 1805, Friedrich Wilhelm rời Paris và trở về (sau chuyến thăm ông bà ngoại là Công tước và Công tước phu nhân xứ Brunswick-Wolfenbüttel ở Brunswick) đến Stuttgart, nơi vào tháng 11, ông gặp cha mình lần đầu tiên sau vài năm. Sự trở lại của ông chủ yếu là do sự thay đổi của môi trường chính trị. Vương quốc Anh, vốn có chiến tranh với Napoléon từ năm 1803, đã thành lập liên minh với Đế quốc Nga và Đế quốc Áo. Napoléon có các nước láng giềng của Württemberg là Baden và Bayern đứng về phía mình, vì vậy sau một lúc do dự, Württemberg buộc phải nhượng bộ trước áp lực của Pháp và cũng tham gia liên minh với Napoléon. Bộ trưởng Ngoại giao Pháp là Charles-Maurice de Talleyrand-Périgord đề nghị một cuộc đảo chính chống lại Tuyển đế hầu Friedrich, trong đó con trai ông sẽ thay thế ông, nhưng Friedrich Wilhelm phản đối đề xuất này. Hành động này được coi là nguyên nhân chính khiến Friedrich Wilhelm có ác cảm với Napoléon sau này. Friedrich từ chối lôi kéo con trai mình vào các công việc quốc gia, nhưng giao cho ông triều đình riêng do người bạn của ông đứng đầu, Ernst von Pfuel-Riepurr, người đã đồng hành cùng ông trong thời gian ông xa quê hương. Friedrich Wilhelm đã dành thời gian để nâng cao trình độ học vấn của mình, bao gồm cả việc tiếp thu kiến thức về nông nghiệp.
Từ ngày 1 tháng 1 năm 1806, lãnh thổ giành được từ Hòa giải Đức đã mở rộng Tuyển hầu xứ Württemberg và nó được nâng lên thành một vương quốc sau khi Đế chế La Mã Thần thánh giải thể. Năm 1806, Phổ tham gia liên minh chống lại Hoàng đế Napoléon và bị đánh bại và bị chiếm đóng trong vòng vài tuần. Napoléon muốn Württemberg gắn bó với ông chặt chẽ hơn bằng hôn nhân. Vào ngày 13 tháng 8 năm 1807, em gái của Friedrich Wilhelm là Catherine, kết hôn với em trai của Napoléon là Jérôme, vua của Vương quốc Westphalia mới được thành lập. Để ngăn chặn Napoléon sắp xếp cuộc hôn nhân cho mình, Friedrich Wilhelm đã xin phép cha mình để kết hôn với Charlotte (sau này là Caroline) Augusta, con gái của Vua xứ Bayern Maximilian I Joseph. Sau những cuộc đàm phán kéo dài diễn ra, cặp đôi kết hôn vào ngày 8 tháng 6 năm 1808 tại Munich. Vì đây hoàn toàn là một cuộc hôn nhân vì lợi ích và Friedrich Wilhelm không quan tâm đến mối quan hệ sâu sắc hơn với vợ mình nên Charlotte ngày càng trở nên cô đơn ở Stuttgart. Friedrich Wilhelm thường ở lại Kassel trong triều đình của em rể mình là Jérôme. Tại đây ông gặp người tình cũ của Jérôme là Blanche La Flèche, Nữ nam tước xứ Keudelstein. Ông bắt đầu ngoại tình với cô ấy và kể cả sau khi ông lên làm vua.
Năm 1809, Napoléon cử quân chủ Württemberg đưa quân tham gia cuộc chiến chống Áo, đồng thời bảo vệ biên giới phía Đông của chính mình. Friedrich Wilhelm nhận quyền chỉ huy quân đội được triển khai để phòng thủ biên giới. Trong chiến dịch Nga của Napoléon, Friedrich Wilhelm lại nắm quyền chỉ huy quân đội. Chiến dịch này gây thiệt hại nặng nề cho Quân đội Württemberg. Trong số 15.800 binh sĩ, chỉ có vài trăm người quay trở lại Württemberg. Sau Trận Leipzig từ ngày 16 đến ngày 19 tháng 10 năm 1813, Württemberg đứng về phía liên minh chống lại Napoléon. Friedrich Wilhelm sau đó nắm quyền chỉ huy Quân đội Württemberg, được quân Áo tăng cường vào tháng 11. Vào ngày 30 tháng 12, quân đội vượt sông Rhein tại Hüningen.
Mặc dù phải chịu tổn thất nặng nề trong các năm 1812 và 1813 khi chiến đấu với tư cách là đồng minh của Pháp, Württemberg vẫn đồng ý xây dựng một đội quân cho Đồng minh gồm 12.250 bộ binh chính quy, 2.900 kỵ binh và 12.250 dân quân. Bằng những nỗ lực không ngừng, hạn ngạch này đã được lấp đầy. Lúc đầu, quân đội Württemberger được chỉ định là Quân đoàn VI của Đức, nhưng trong lần tái tổ chức sau đó, nó trở thành Quân đoàn IV trong quân đội Đồng minh chính của Thống chế Áo Karl Philipp, Thân vương xứ Schwarzenberg. Nó hành quân tham chiến với 14.000 người và 24 khẩu pháo. Friedrich Wilhelm chỉ huy quân đoàn của mình trong Trận Bar-sur-Aube lần thứ nhất vào ngày 24 tháng 1 năm 1814. Một nguồn tin khẳng định rằng Quân đoàn IV chịu thương vong 900 người trong trận chiến này trong khi đồng minh Áo của họ tổn thất 837 người. Tổn thất của Pháp là khoảng 1.200. Quân đoàn IV đã tham gia vào chiến thắng của quân Đồng minh trước Napoléon trong trận La Rothière vào ngày 1 tháng 2.
Vào ngày 18 tháng 2 năm 1814, Schwarzenberg ra lệnh cho Friedrich Wilhelm giữ Montereau cho đến tối. Theo đó, Vương tử bố trí 8.500 bộ binh, 1.000 kỵ binh và 26 khẩu pháo ở bờ bắc sông Seine. Lực lượng phòng thủ bao gồm một lữ đoàn Áo. Các cuộc tấn công đầu tiên của Pháp vào buổi sáng đã bị đẩy lùi, nhưng đến giữa buổi chiều, Napoléon đã có mặt tại hiện trường với 30.000 quân và 70 khẩu đại bác. Friedrich Wilhelm ra lệnh rút lui, nhưng cuộc rút lui nhanh chóng biến thành một cuộc chạy đua điên cuồng để đảm bảo an toàn qua cây cầu duy nhất với kỵ binh Pháp đang truy đuổi gắt gao. Quân Đồng minh mất 2.600 người chết và bị thương, cộng thêm 3.400 binh sĩ và 15 đại bác bị bắt. Quân Pháp mất 2.000 quân nhưng chiếm được cây cầu quan trọng còn nguyên vẹn. Quân Württembergers báo cáo có 806 người chết và bị thương, không tính tù binh.
Vào ngày 25 tháng 3, quân đội chính của Đồng minh đã bất ngờ chạm trán quân đoàn Pháp gồm 19.000 người trong Trận Fère-Champenoise. Dẫn đầu cuộc tiến công, Friedrich Wilhelm quyết định không đợi bộ binh đuổi kịp mà tấn công một mình bằng kỵ binh của mình. Kết quả là một chiến thắng dành cho quân Đồng minh khi quân đoàn Pháp chịu tổn thất 2.000 người chết và bị thương, 4.000 người bị bắt làm tù binh, 45 khẩu đại bác và 100 xe chở đạn. Một sư đoàn Pháp gồm 4.300 quân ở gần đó với 16 khẩu đại bác cũng bị bắt và bị tiêu diệt hoàn toàn. Quân Đồng minh chịu 2.000 thương vong trong tổng số 28.000 quân và 80 khẩu súng tham chiến. Trong trận Paris vào ngày 30 tháng 3, 6.500 lính Württemberg đã tham gia trận chiến, tổn thất 160 người thiệt mạng, bị thương và bị bắt.
Với sự sụp đổ của Đệ Nhất Đế chế Pháp, Friedrich Wilhelm nhân cơ hội này bắt đầu thủ tục ly hôn với vợ mình. Ông đã đến Vương quốc Anh vào tháng 6 năm 1814 với em gái họ của mình là Nữ đại công tước Yekaterina Pavlovna của Nga, góa phụ của Công tước George xứ Oldenburg, và hai người đã yêu nhau. Sau khi Charlotte, Vua Friedrich và Vua Maximilian Joseph đồng ý cho cặp đôi ly hôn, một tòa án ly hôn đã được Vua Friedrich triệu tập vào ngày 31 tháng 8 năm 1814. Cả hai bên đều chỉ ra rằng cuộc hôn nhân không hạnh phúc vì ác cảm. Việc công nhận hủy bỏ hôn nhân của Giáo hoàng Piô VII, điều cần thiết vì Charlotte theo đạo Công giáo, đã không diễn ra cho đến hơn một năm sau vào ngày 12 tháng 1 năm 1816, ngay trước đám cưới của Friedrich Wilhelm với Yekaterina Pavlovna. Charlotte sau đó kết hôn vào ngày 10 tháng 11 năm 1816 với Hoàng đế Áo Franz I.
Friedrich Wilhelm và Yekaterina Pavlovna cũng tham dự Đại hội Viên từ tháng 9 năm 1814, nơi các nhà ngoại giao vạch ra một châu Âu mới sau sự sụp đổ của Napoléon. Sau sự trở lại của Napoléon trong triều đại trăm ngày và cuộc chiến tiếp theo vào năm 1815, Friedrich Wilhelm chỉ huy Quân đoàn III của Áo, một trong những chiến dịch nhỏ đã xâm chiếm nước Pháp và bao vây Tướng Jean Rapp ở Strasbourg. Ông là thành viên duy nhất của hoàng gia Đức cầm quyền tham gia tích cực với tư cách chỉ huy quân sự trong các cuộc chiến tranh năm 1814 và 1815. Wilhelm Hauff đã ca ngợi điều này trong bài thơ Prinz Wilhelm của mình.
Vào ngày 24 tháng 1 năm 1816, Friedrich Wilhelm kết hôn với Yekaterina Pavlovna tại St. Petersburg. Đôi vợ chồng mới cưới ở lại Nga vài tháng và đến Stuttgart vào ngày 13 tháng 4 năm 1816.

## Giai đoạn đầu của triều đại

### Lên ngôi

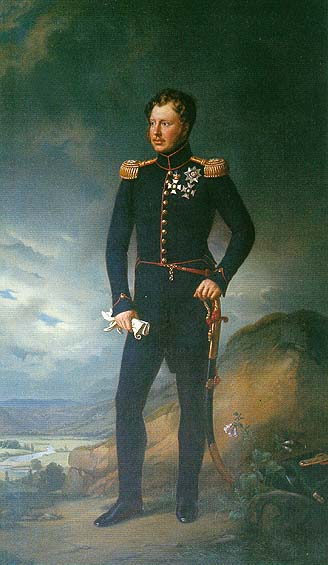
Vua Wilhelm năm 1822

Vua Friedrich qua đời vào ngày 30 tháng 10 năm 1816, lúc 1:30 sáng. Cùng ngày, Vương phi Yekaterina, người đã có hai con trai từ cuộc hôn nhân đầu tiên, đã hạ sinh con gái Marie Friederike Charlotte. Mặc dù trong những năm tháng cuối đời của vua Friedrich, ông và con trai không còn xung đột chính trị và cá nhân, nhưng Friedrich Wilhelm vẫn mong muốn thể hiện một kỷ nguyên mới của sự thay đổi chính trị và quyền lực. Vì vậy, ông đã bỏ tên đầu tiên của mình là Frederick và chọn tên thứ hai là Wilhelm làm vương hiệu của mình. Ông giảm các tước hiệu quân chủ thành chỉ đơn giản là Wilhelm, bởi Ân điển của Chúa, Vua của Württemberg. Quốc huy cũng được đơn giản hóa và ông giảm các màu của quốc kỳ từ đen, đỏ và vàng xuống chỉ còn đen và đỏ. Ông cũng tuyên bố ân xá cho các tù nhân dân sự và quân sự. Wilhelm bãi nhiệm hầu hết các bộ trưởng ngoại giao, biến Hội đồng Cơ mật thành chính phủ của mình và bổ nhiệm các vị trí cấp cao mới tại triều đình và cơ quan dân sự.

### Các biện pháp chống lại khó khăn kinh tế
Việc lên ngôi của Wilhelm rơi vào thời điểm kinh tế vô cùng khó khăn. Vào tháng 4 năm 1815, Núi lửa Tambora phun trào ở Đông Ấn Hà Lan, khiến điều kiện thời tiết toàn cầu xấu đi trong thời gian dài. Vào mùa xuân và mùa hè năm 1816, không nơi nào ở châu Âu mà không có bão, mưa hoặc mưa đá. Vào tháng 10, trận tuyết đầu tiên rơi ở Württemberg. Năm 1816 được gọi là Năm không có mùa hè. Ở Württemberg, mùa màng thất bát khiến giá lương thực tăng cao. Vào mùa đông năm 1816/1817, nạn đói bùng phát. Để giảm bớt hoàn cảnh khó khăn, chính phủ đã ấn định mức giá tối đa cho thực phẩm, khiến việc xuất khẩu trở nên khó khăn và sau đó đã cấm. Một lượng lớn ngũ cốc được nhập khẩu từ nước ngoài về. Nạn đói đã được giảm bớt nhờ Nhà vua và vương hậu, những chính sách của họ nhằm mục đích cải thiện lâu dài tình hình kinh tế của mọi tầng lớp xã hội. Wilhelm thực hiện cải cách nông nghiệp, trong khi Yekaterina dành sự quan tâm của mình cho người nghèo. Vào ngày 20 tháng 11 năm 1818, Wilhelm thành lập Học viện Nông nghiệp ở Hohenheim để cải thiện triệt để dinh dưỡng chung trong vương quốc thông qua giảng dạy, thử nghiệm và trình diễn, đồng thời đặt nền móng cho Đại học Hohenheim. Để giúp người dân tự giúp mình, chính phủ đã trồng những con hẻm cây ăn quả. (Dienstbarkeit trên khu đất riêng gần đường phố). Các trang trại trồng cây từ Wilhelm, cũng như Nhà thờ Moravian được giao miễn phí.
Cùng năm đó, ông thành lập Cannstatter Volksfest, diễn ra hàng năm vào ngày 28 tháng 9, một ngày sau sinh nhật của nhà vua. Wilhelm mua gia súc và cừu từ nước ngoài để nông dân nuôi chúng ở Württemberg và ông được biết đến với việc nhập khẩu những con ngựa giống Ả Rập đã tạo thành một phần của đàn ngựa Marbach. Trên khắp đất nước, Yekaterina thành lập các tổ chức từ thiện do một tổ chức từ thiện quốc gia ở Stuttgart kiểm soát. Các khoản quyên góp được nhận từ tài sản riêng của cặp vợ chồng hoàng gia, từ Tsarina, mẹ của Yekaterina và các thành viên khác trong gia đình hoàng gia. Württembergische Landessparkasse (Ngân hàng Tiết kiệm Nhà nước Wurttemberg) được thành lập vào ngày 12 tháng 5 năm 1818 theo sáng kiến của Yekaterina. Đồng thời, một cơ quan cứu trợ người nghèo được thành lập trong Bộ Nội vụ. Việc hoàn thành Bệnh viện Katharinenhospital vào năm 1828 được khởi xướng thông qua sự quyên góp của Yekaterina vào năm 1817. Mohrenköpfle là một giống lợn, theo lệnh của Vua Wilhelm I, những con lợn "masked"" này được nhập khẩu từ miền Trung Trung Quốc vào năm 1820/1821, nhằm cải thiện việc chăn nuôi lợn ở Vương quốc Württemberg. Việc lai giống các giống địa phương với những con "lợn Trung Quốc" này đặc biệt thành công trong đàn lợn nhà ở vùng Hohenlohe và khu vực xung quanh thị trấn Schwäbisch Hall.

### Cái chết của Vương hậu Yekaterina

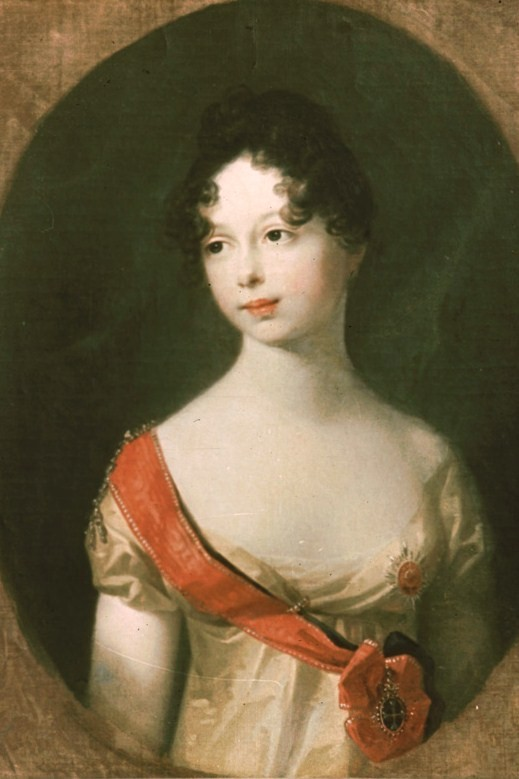
Vương hậu Yekaterina năm 1810

Con gái thứ hai của Vương hậu Yekaterina và Wilhelm là Vương nữ Sophie, người sau này trở thành Vương hậu của Hà Lan, sinh ngày 17 tháng 6 năm 1818. Bất chấp cuộc hôn nhân bề ngoài hòa thuận của Wilhelm và Yekaterina, Wilhelm vẫn có những cuộc tình vụng trộm. Ông lại hội ngộ với người tình cũ Blanche La Flèche. Eduard von Kallee, sinh ngày 26 tháng 2 năm 1818 được cho là con hoang của ông. Khi Yekaterina nhìn thấy chồng mình ở Scharnhausen vào ngày 3 tháng 1 năm 1819, cùng với một người tình (có lẽ là Blanche La Fleche), cô đã quay trở lại Stuttgart. Cô qua đời vì biến chứng do viêm phổi vào ngày 9 tháng Giêng. Wilhelm đã xây dựng Lăng mộ Württemberg cho cô trên Đồi Württemberg và bà được chôn cất vào năm 1824. Để che đậy hoàn cảnh về cái chết của cô, nhà vua đã cố gắng thu giữ những bức thư do cô viết, mà ông nghi ngờ có chứa thông tin về các cuộc tình của chính ông. Lý do chính trị chính cho điều này là để mối quan hệ giữa Württemberg với Nga không bị căng thẳng. Wilhelm viết trong một lá thư rằng ông đang cân nhắc việc thoái vị. Ông muốn em trai Paul của mình từ bỏ yêu sách lên ngôi để ủng hộ Vương tử Friedrich, con trai của Paul. Sau cái chết của mẹ họ, các con trai riêng của Yekaterina trong cuộc hôn nhân đầu tiên của cô đã đến sống với ông nội của họ là Thân vương Peter, lúc đó là nhiếp chính vương và sau này là Đại công tước xứ Oldenburg.

## Thời kỳ hợp nhất

### Cuộc sống gia đình và riêng tư

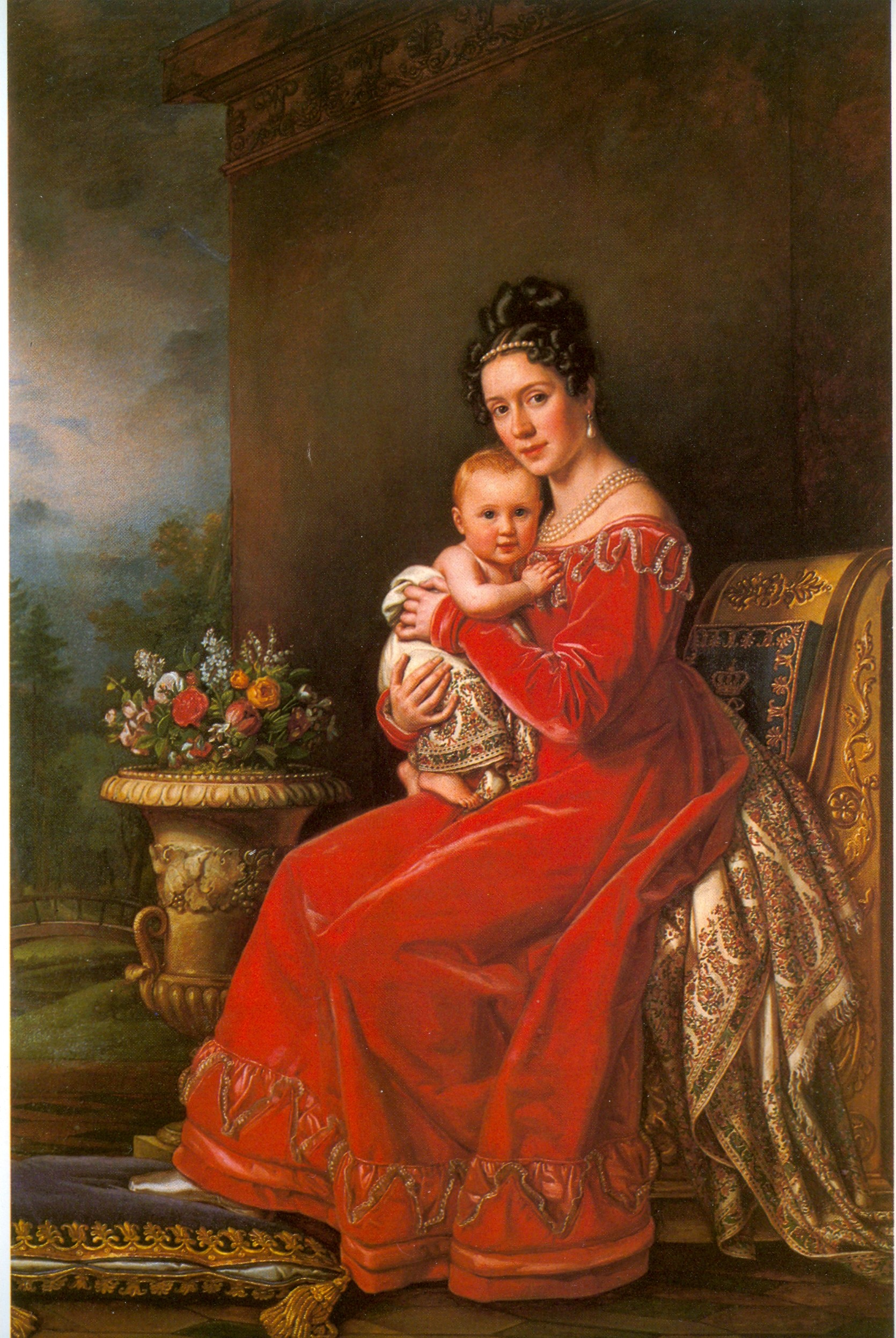
Vương hậu Pauline và con trai Karl năm 1825.

Ngay sau cái chết của Vương hậu Yekaterina, Wilhelm đã tìm kiếm một cuộc hôn nhân mới. Ông lại tìm đến một người em gái họ là Pauline (1800–1873), con gái của người chú Ludwig và kém hơn ông 19 tuổi. Đám cưới diễn ra vào ngày 19 tháng 4 năm 1820 tại Stuttgart. Pauline có xu hướng khá ngoan đạo và là một người nghiêm túc. Ví dụ, khi con gái bà được đề xuất vẽ khỏa thân khi còn bé, Pauline đã từ chối. Sự khởi đầu của cuộc hôn nhân bề ngoài rất hòa thuận và cặp đôi hoàng gia đã cùng nhau đảm nhận các nhiệm vụ chính thức và nhiều hoạt động. Vào ngày 24 tháng 8 năm 1821, cô con gái đầu lòng của họ là Vương nữ Catherine chào đời. Sự ra đời của người thừa kế là Vương tử Karl vào ngày 6 tháng 3 năm 1823 đã được người dân và hoàng gia đón nhận một cách vô cùng vui mừng. Đứa con thứ ba của họ là Vương nữ Augusta sinh ngày 4 tháng 10 năm 1826.
Wilhelm tiếp tục duy trì các mối quan hệ vụng trộm ngoài hôn nhân với những phụ nữ khác. Khi sang Ý, ông tiếp tục gặp Blanche La Flèche. Vào cuối những năm 1820, cặp đôi hoàng gia ngày càng trở nên xa lánh nhau. Wilhelm bắt đầu mối quan hệ với nữ diễn viên Amalie xứ Stubenrauch. Sinh năm 1803, cô bắt đầu sự nghiệp diễn xuất vào năm 1823 tại Nhà hát Triều đình Munich. Sau một thời gian làm việc vào tháng 3 năm 1827, vào mùa thu năm 1828, cô hoạt động cố định tại Nhà hát Triều đình Stuttgart, nơi Wilhelm nhanh chóng biết đến cô. Wilhelm và Amelia đã giữ mối quan hệ của họ cho đến khi Wilhelm qua đời vào năm 1864.

### Chính trị
Vào tháng 10 năm 1820, một bản thảo có tựa đề Manuskript aus Süddeutschland (Bản thảo từ miền Nam nước Đức) đã được xuất bản ở London. Cuốn sách bao gồm một đánh giá về sự phát triển lịch sử và tình hình chính trị ở Đức. Nó kêu gọi hòa giải hơn nữa các nước nhỏ ở Đức nhập vào 4 nhà nước miền trung là Vương quốc Bayern, Vương quốc Sachsen, Vương quốc Hannover và Vương quốc Württemberg, những nhà nước này sẽ cùng nhau tạo thành đối trọng với các cường quốc Phổ và Áo. Có ý kiến cho rằng Württemberg nên chiếm Đại công quốc Baden, các thân vương quốc Hohenzollern-Hechingen và Hohenzollern-Sigmaringen, cũng như Alsace. Chẳng bao lâu sau, người ta biết rằng tên xuất bản của tác giả và người biên tập cuốn sách là giả. Tác giả thực sự là Friedrich Ludwig Lindner (1772–1845), người từng là trợ lý riêng cho Wilhelm. Người ta cho rằng Wilhelm đứng đằng sau ý tưởng này và Lindner đóng vai trò là người viết cho ông ta. Bản thảo đã gây ra căng thẳng ngoại giao giữa một bên là Phổ và Áo và một bên là Württemberg. Tại Đại hội Verona năm 1822, các cường quốc Áo, Phổ và Nga đã tiến hành cô lập Württemberg. Vào mùa xuân năm 1823, quan hệ ngoại giao bị cắt đứt, bộ trưởng ngoại giao, Bá tước Wintzingerode và đặc phái viên Bundestag, Freiherr von Wangenheim, từ chức. Sự nổi tiếng của Wilhelm tăng lên trong giới tự do. Tuy nhiên, Wilhelm phải nhượng bộ đế tranh các cường quốc trả thù. Vào tháng 11 năm 1824, Württemberg đồng ý gia hạn các Nghị định Carlsbad chống tự do.
Sau Cách mạng Tháng Bảy của Pháp năm 1830 thành công, Đảng Tự do đã nổi lên ở hầu hết châu Âu, cũng như ở Württemberg. Cuộc nổi dậy tháng 11 tại Quốc hội Ba Lan chống lại Đế quốc Nga năm 1830/1831 đã củng cố xu hướng này. Vào tháng 12 năm 1831, Đảng Tự do đã giành chiến thắng trong cuộc bầu cử vào viện thứ hai của Württemberg Landtag. Tại Lễ hội Hambach vào ngày 27 tháng 5 năm 1832, trong đó Lâu đài Hambach ở Rheinland-Pfalz là bối cảnh cho các cuộc biểu tình tự do và dân chủ, lời kêu gọi cấm tụ tập chính trị đã được đáp lại. Wilhelm chuyển sang triệu tập quốc hội được bầu vào năm 1831 trong hơn một năm cho đến ngày 15 tháng 1 năm 1833. Sau khi quốc hội giải tán vào ngày 22 tháng 3, các cuộc bầu cử được tổ chức vào tháng 4, và những người theo chủ nghĩa tự do của Friedrich Römer một lần nữa giành chiến thắng.
Quan hệ ngoại giao giữa Württemberg với Phổ và Áo cũng bị hạn chế vào thời điểm này. Từ năm 1836 Wilhelm cố gắng cải thiện mối quan hệ với Phổ. Vào tháng 9 năm 1836, Vương tử Wilhelm của Phổ, sau này là Hoàng đế Đức, đến thăm Stuttgart. Năm 1838 chứng kiến chuyến thăm của Vua Wilhelm tới Berlin, nơi ông và người anh em họ, Sa hoàng Nicholas I của Nga đã gặp nhau. Từ thời điểm này, một sứ thần của Phổ ở Württemberg đã được gửi đến. Vào nhiều thời điểm, Wilhelm quan tâm đến việc thành lập một "Nước Đức thứ ba" gồm các quốc gia nhỏ hơn nằm ngoài sự kiểm soát của Viên và Berlin, nhưng điều này chưa bao giờ thành hình.

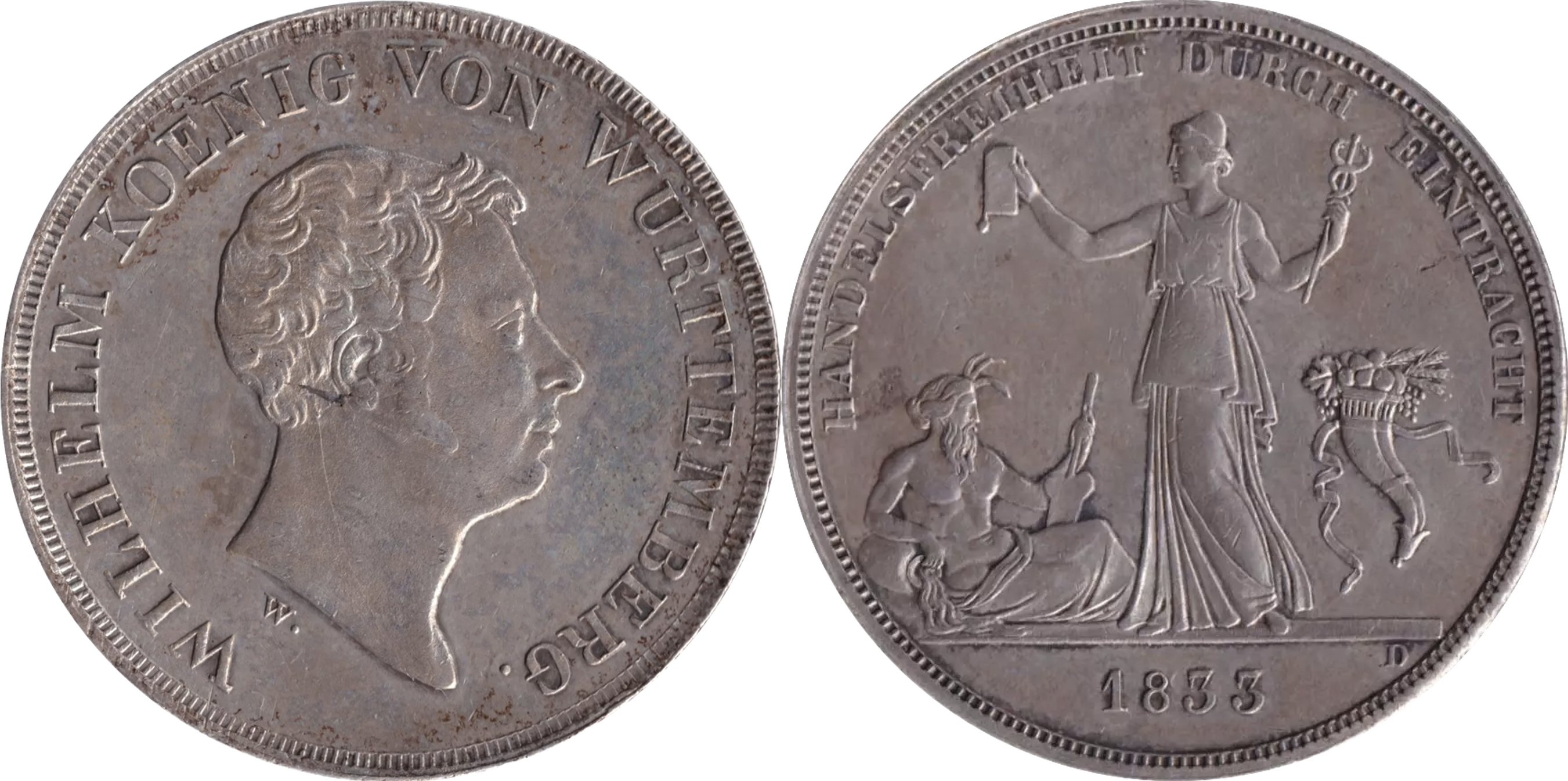
1 thaler của Württemberg đúc năm 1833, Kỷ niệm Thành lập Liên minh quan thuế với Phổ, Sachsen, Hesse và Thuringia

Một lĩnh vực hợp tác với Phổ là Liên minh thuế quan Zollverein. Wilhelm đã ký kết Liên minh thuế quan Bayern–Württemberg (BWCU) vào năm 1828, với nhiều kết quả khác nhau. Năm 1828–34 BWCU ký các hiệp định thương mại và sau đó trở thành thành viên chính thức của Liên minh Thuế quan Đức. Chúng được coi là dấu hiệu báo trước sự thống nhất nước Đức dưới vương quyền Phổ vào năm 1871, vào thời điểm đó người ta hy vọng rằng nền kinh tế địa phương mạnh hơn sẽ bảo toàn được sự độc lập của các quốc gia nhỏ hơn như Württemberg.

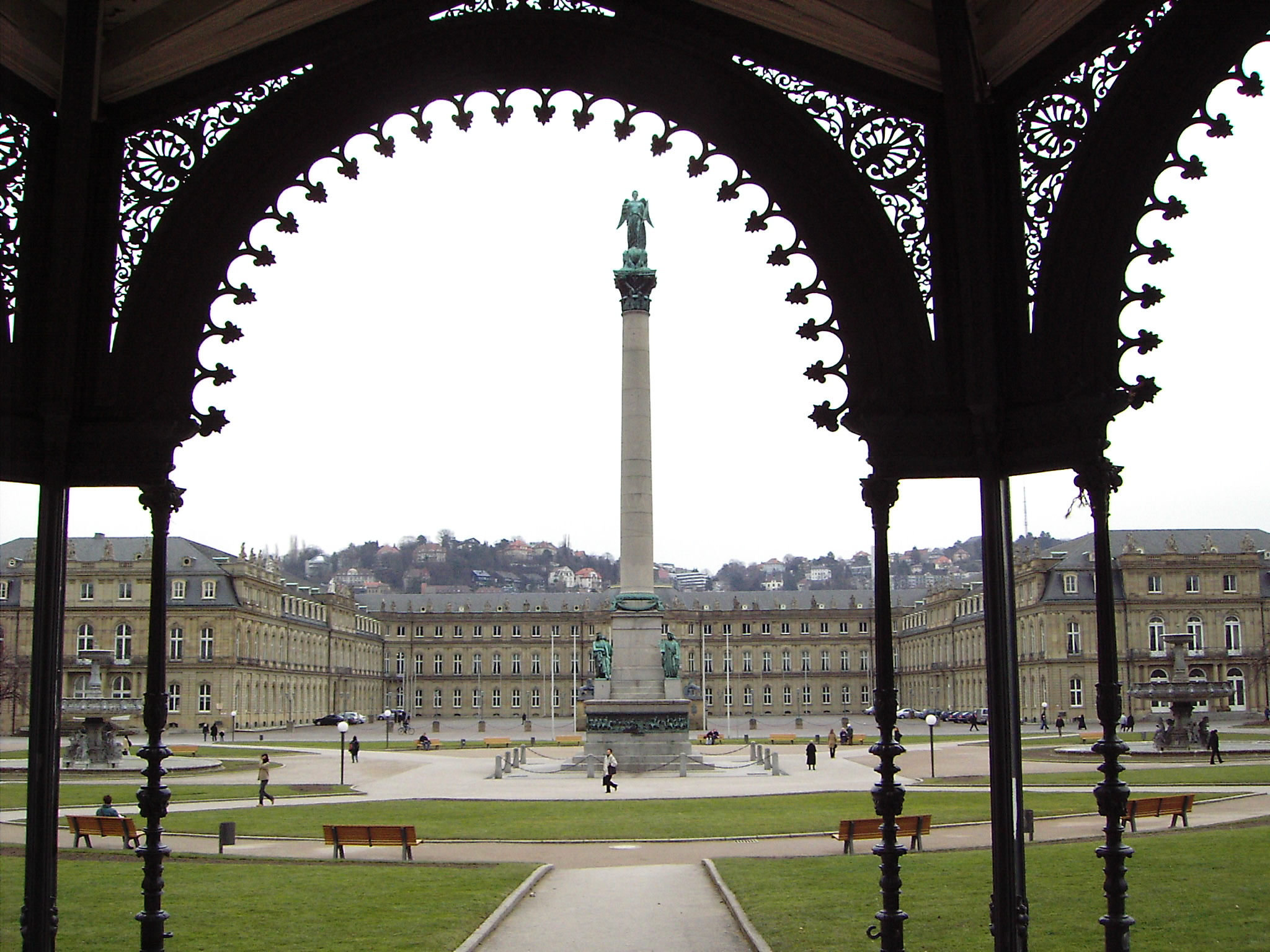
Jubiläumssäule trên Schlossplatz ở Stuttgart

Những năm 1830 được đặc trưng bởi sự bùng nổ kinh tế ở Württemberg. Nông nghiệp, thương mại và thủ công phát triển mạnh mẽ, nợ và thuế đều giảm. Việc vận chuyển trên sông Neckar qua Wilhelmskanal đã trở nên khả thi vào năm 1821 và mạng lưới đường bộ được mở rộng. Các kế hoạch đã được lập để xây dựng tuyến đường sắt đầu tiên. Wilhelm rất quan tâm đến quá trình công nghiệp hóa đang nổi lên và đã đến thăm Vương quốc Anh, nơi khai sinh ra Cách mạng Công nghiệp, vào năm 1837. Trong Lễ kỷ niệm 25 năm trị vì của ông vào năm 1841, vương quốc đang ở trong tình trạng tài chính tuyệt vời. Vào ngày 27 tháng 9 năm 1841, Wilhelm tổ chức sinh nhật lần thứ 60 của mình. Vào ngày 28 tháng 9, một đám rước đã diễn ra ở Stuttgart với 10.390 người tham gia, bao gồm 640 tay đua và 23 con ngựa và xe ngựa cùng các đội bò từ toàn vương quốc. 200.000 khán giả đã đến thủ đô, nơi có 40.000 dân. Trên Schlossplatz, một cột gỗ chắc chắn đã được xây dựng, hai năm sau được thay thế bằng khối đá trung tâm "Jubiläumssäule" (Trụ cột Jubilee). Toàn bộ thị trấn được trang trí, pháo hoa được bắn vào buổi tối và đốt lửa trên khắp đất nước. Wilhelm được tôn vinh bằng những bài thơ và bài hát yêu nước trên báo. Các lễ kỷ niệm và sự tham gia trên khắp đất nước thể hiện đất nước đã trở nên thống nhất và gắn kết như thế nào dưới triều đại của Wilhelm.

## Cách mạng 1848-1849

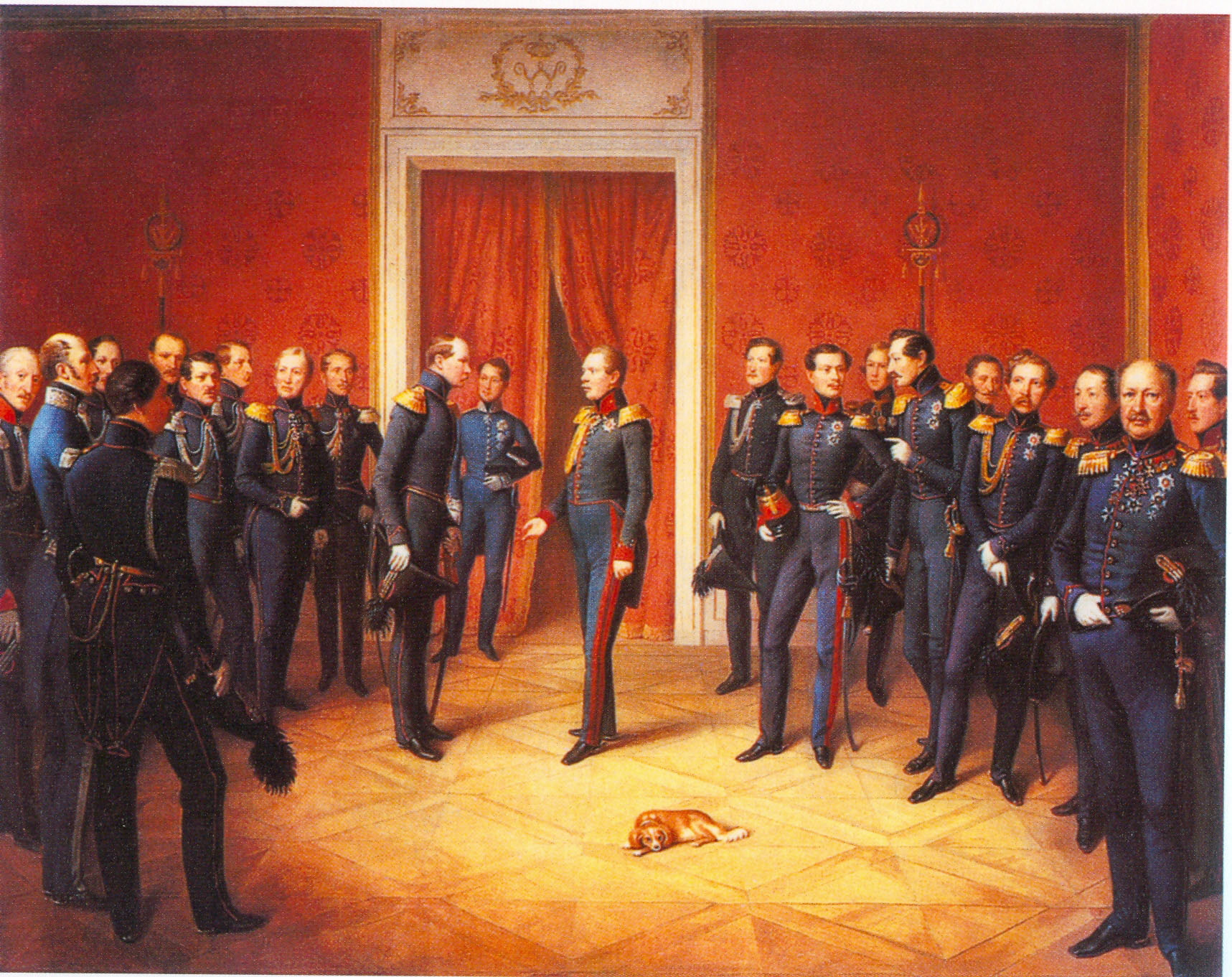
"Báo cáo với Vua Wilhelm" (1847) của Stirnbrand. Tất cả những người tham gia đều được xác định trên bức tranh tại Wikimedia Commons.

Vào năm 1846 và 1847, mùa màng thất bát ở Württemberg đã gây ra nạn đói và gia tăng di cư. Tâm trạng tương đối hài lòng của người dân trở nên chua chát. Những đòi hỏi tự do, dân chủ được thể hiện một cách mạnh mẽ hơn. Vào tháng 1 năm 1848, một cuộc biểu tình ở Stuttgart kêu gọi một Quốc hội Liên bang toàn Đức, tự do báo chí, tự do lập hội và hội họp, áp dụng các phiên tòa xét xử bồi thẩm đoàn và trang bị vũ khí cho người dân. Vào tháng 2, một cuộc cách mạng lại nổ ra ở Pháp. Khi Vua Louis Philippe I thoái vị và phải lưu vong tại Vương quốc Anh, Wilhelm nhận ra tình hình cấp bách và cố gắng ngăn chặn cuộc cách mạng thông qua nhượng bộ những người theo chủ nghĩa tự do và dân chủ. Vào ngày 1 tháng 3, ông khôi phục luật báo chí tự do năm 1817, vốn đã bị bãi bỏ trước đó bởi Nghị định Carlsbad năm 1819. Ông đã cố gắng thay thế Hội đồng Cơ mật dưới quyền của Joseph von Linden bảo thủ, nhưng điều này đã thất bại vào ngày 6 tháng 3 do có thêm nhiều cuộc phản đối. Wilhelm sau đó đồng ý thành lập một chính phủ tự do dưới sự lãnh đạo của Friedrich Römer. Vào ngày 18 tháng 3 năm 1848, quân đội Württemberg đã tuyên thệ không phải với nhà vua mà với Hiến pháp. Mặc dù Römer chưa bao giờ có được sự tin tưởng của Wilhelm, nhưng ông đảm bảo rằng trong cuộc cách mạng ở Württemberg, đa số ủng hộ việc bãi bỏ chế độ quân chủ chưa bao giờ được hình thành. Vào tháng 4, quân đội Württemberg đã tham gia vào cuộc trấn áp Cách mạng Baden của Friedrich Hecker và Gustav von Struve ở Đại công quốc Baden. Vào tháng 6 năm 1848, một quốc hội mới được lựa chọn trong đó những người theo chủ nghĩa tự do của Römer một lần nữa giành được đa số trong thượng viện. Wilhelm đến thăm Frankfurt vào tháng 7 năm 1848, tại đây kể từ ngày 18 tháng 5 năm đó, Quốc hội Frankfurt đã họp và vào ngày 29 tháng 6 năm 1848 và đã chọn Đại công tước Johhan của Áo làm nhiếp chính. Quốc hội đề xuất, vào ngày 8 tháng 3 năm 1849, Friedrich Wilhelm IV của Phổ nên được bầu làm Hoàng đế nước Đức. Römer khuyên Wilhelm nên chấp nhận sự lựa chọn này, nhưng nếu Friedrich Wilhelm từ chối, Römer khuyên Wilhelm rằng ông có cơ hội tốt để được bầu làm hoàng đế. Tuy nhiên, sự tâng bốc này ngày càng gia tăng chỉ khiến Wilhelm mất lòng tin đối với Römer.

Bản đồ 39 nhà nước thành viên trong Bang liên Đức (1815-1866)

Vào ngày 20 tháng 4 năm 1849, Hạ viện đã bỏ phiếu tại Landtag với chỉ hai phiếu bất đồng ủng hộ việc công nhận hiến pháp do Quốc hội Frankfurt soạn thảo vào ngày 28 tháng 3 năm 1849. Wilhelm từ chối làm như vậy và biện minh cho sự từ chối của mình trong một bản bổ sung cho Schwäbischer Merkur (Swabian Mercury) với số lượng phát hành là 12.000 bản. Trước tình hình khó khăn của Stuttgart, ông chuyển triều đình của mình đến thành phố đồn trú Ludwigsburg. Vào ngày 25 tháng 4, William quyết định chấp nhận hiến pháp. Nhưng ông cảm thấy đó là sự sỉ nhục, điều này càng nhân lên khi nhà vua nhận ra rằng mình là người cai trị duy nhất của một quốc gia lớn hơn ở Đức đã chấp nhận Hiến pháp.

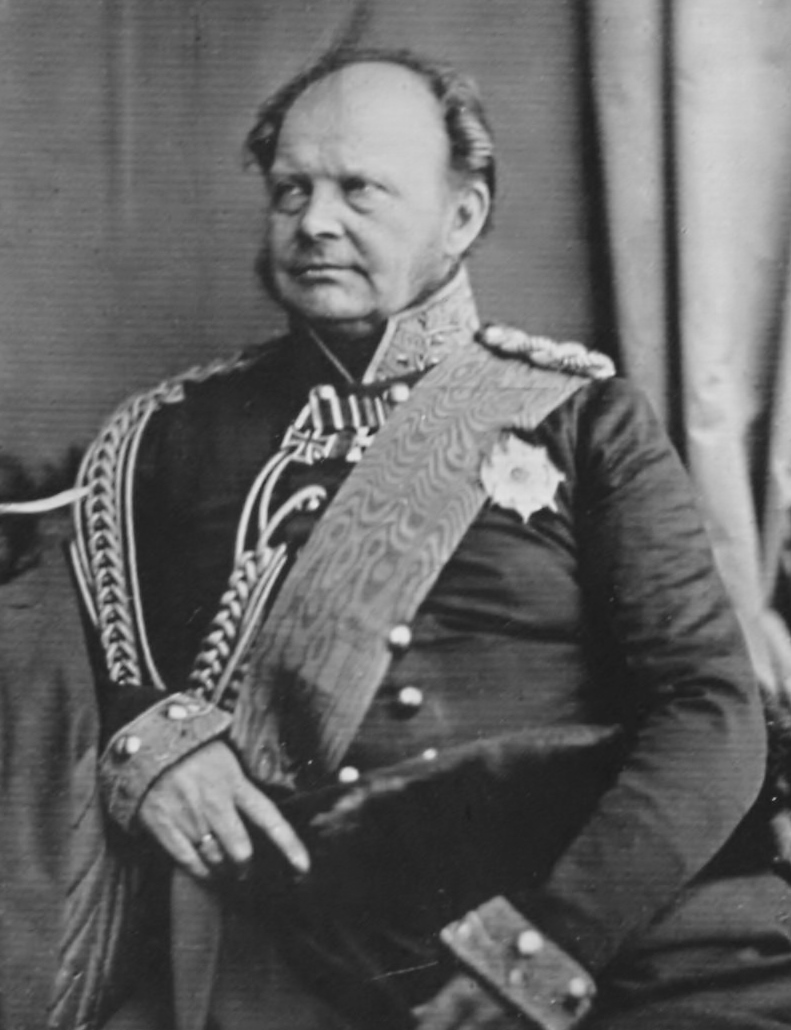
Friedrich Wilhelm IV của Phổ, người đã từ chối trở thành hoàng đế Đức vào năm 1849

Sau khi Quốc hội Frankfurt thất bại với việc Friedrich Wilhelm IV của Phổ từ chối vương miện hoàng gia Đức, vào ngày 30 tháng 5 năm 1849, các thành viên còn lại quyết định chuyển quốc hội đến Stuttgart. Được gọi một cách chế nhạo là Rumpfparlament ("quốc hội mông"), vào ngày 6 tháng 6 năm 1849, 154 đại biểu còn lại đã gặp nhau ban đầu dưới sự chỉ đạo của Chủ tịch Wilhelm Loewe tại Stuttgart. Theo quan điểm tự coi mình là quốc hội hợp pháp của Đức, quốc hội thô lỗ đã kêu gọi phản đối thuế và phản kháng quân sự chống lại những quốc gia không chấp nhận Hiến pháp Paulskirche. Vì quan điểm này cũng làm giảm quyền tự trị của Württemberg, và quân đội Phổ đã thành công trong việc trấn áp các cuộc nổi dậy ở Baden và Palatinate gần đó, nên chính phủ Württemberg nhanh chóng tách mình ra khỏi quốc hội sơ khai.
Vào ngày 17 tháng 6, chủ tịch quốc hội được thông báo rằng chính phủ Württemberg không còn khả năng chấp nhận các cuộc họp đã chuyển đến lãnh thổ của mình, cũng như các hoạt động của cơ quan nhiếp chính được bầu vào ngày 6, ở bất kỳ đâu tại Stuttgart hoặc Württemberg. Lúc này, quốc hội chỉ có 99 đại biểu và không đạt đủ số đại biểu theo quy định riêng. Vào ngày 18 tháng 6, quân đội Württemberg đã chiếm phòng quốc hội trước khi phiên họp bắt đầu. Các đại biểu phản ứng bằng cách tổ chức một cuộc tuần hành phản đối ngẫu hứng và bị quân lính dập tắt kịp thời mà không đổ máu. Những đại biểu không đến từ Württemberg đã bị trục xuất.
Vào ngày 2 tháng 7, Vua Wilhelm trở lại Stuttgart. Vào tháng 8 năm 1849, các cuộc bầu cử được tổ chức để thành lập Quốc hội lập hiến, trong đó phe dân chủ chiếm đa số chống lại phe tự do ôn hòa. Trong khi những người theo chủ nghĩa tự do kêu gọi quyền có mức thu nhập và tài sản phù hợp thì những người theo chủ nghĩa dân chủ lại yêu cầu quyền bầu cử phổ thông, bình đẳng và trực tiếp cho tất cả nam giới trưởng thành. Vào cuối tháng 10 năm 1849, nhà vua giải tán chính phủ dưới thời Friedrich Römer. Vào ngày 7 tháng 12 năm 1849, các thân vương quốc Hohenzollern-Hechingen và Hohenzollern-Sigmaringen được sáp nhập vào Vương quốc Phổ. Do đó, mục tiêu của Wilhelm là hòa giải các nhà nước này vào Württemberg đã thất bại. Mối quan hệ ngoại giao tan vỡ sau đó với Phổ không được bình thường hóa cho đến năm 1852 với việc nối lại quan hệ ngoại giao.
Từ năm 1850, Wilhelm đã lãnh đạo một chính sách phản động. Kinh nghiệm của ông trong cuộc cách mạng đã khiến ông từ chối các chính phủ đại diện nói chung. Ông muốn người dân "thoát khỏi cơn sốt bầu cử định kỳ". Vào ngày 2 tháng 7 năm 1850, ông thành lập một chính phủ mới với nhân vật bảo thủ Joseph von Linden làm Bộ trưởng Bộ Nội vụ. Ông ta là người tuân thủ chính sách phục hồi của Wilhelm hơn. Hiến pháp cũ được ban hành lại, quân đội lại tuyên thệ trước nhà vua thay vì trước Hiến pháp, nhục hình được tái áp dụng vào năm 1852 và án tử hình vào năm 1853. Nội các bảo thủ của Linden vẫn tồn tại cho đến một thời gian ngắn sau khi Wilhelm qua đời.

## Cuối triều đại và qua đời

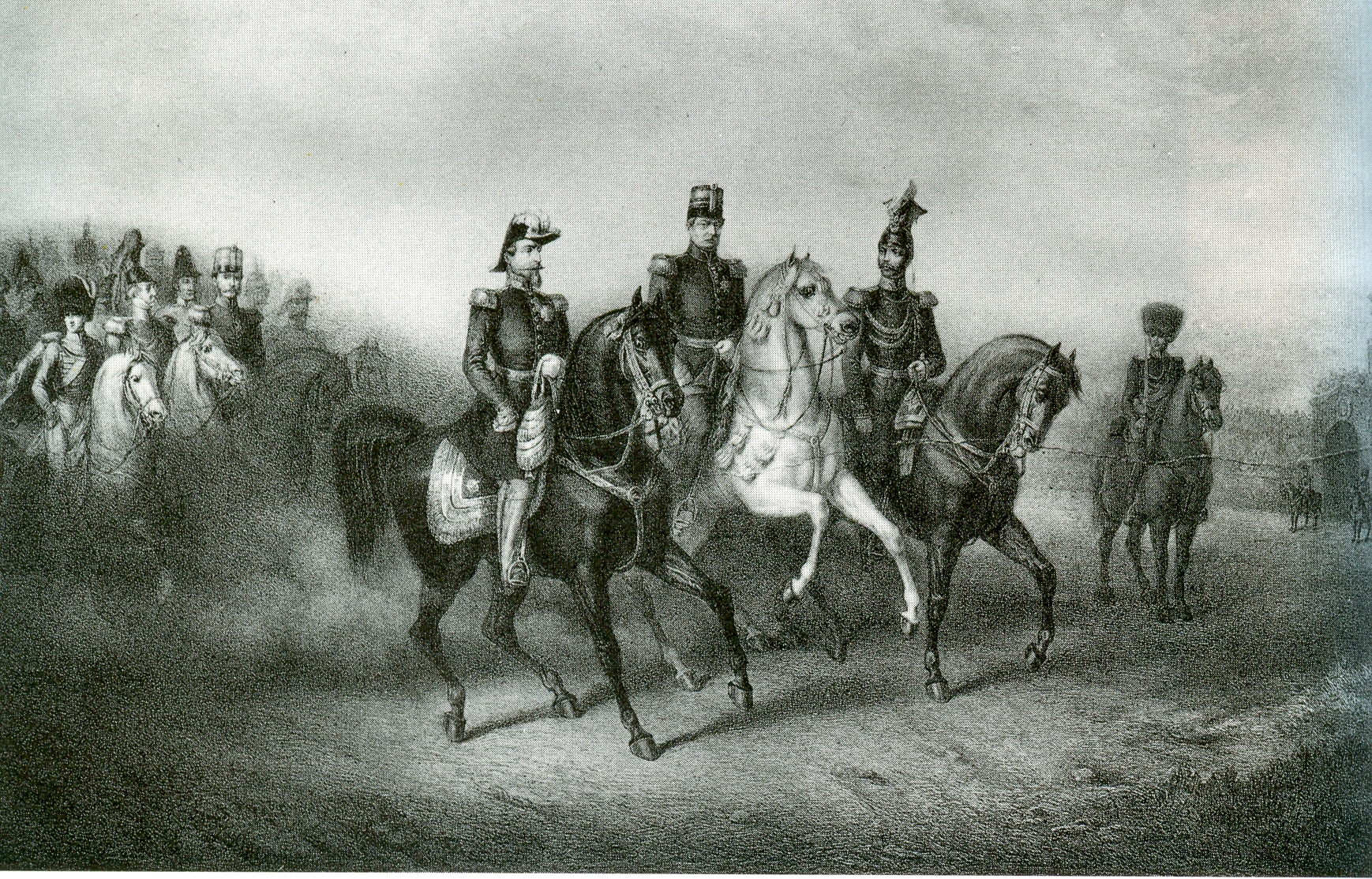
Napoléon III, Wilhelm I và Alexander II tại cuộc gặp gỡ giữa hai vị hoàng đế ở Stuttgart năm 1857.

Vào những năm 1850, sự phân cực giữa Vương quốc Phổ và Đế chế Áo lên đến đỉnh điểm ở Đức. Wilhelm theo đuổi chiến lược chính sách đối ngoại thay đổi liên minh và thỏa thuận với các cường quốc châu Âu. Trong Chiến tranh Krym giữa một bên là Đế quốc Nga và một bên là Đế quốc Ottoman, Đệ Nhị Đế chế Pháp và Vương quốc Anh, ông đã thúc đẩy sự trung lập của Bang liên Đức. Điều này đã củng cố vị thế của đồng minh Württemberg của Nga. Sau Chiến tranh Krym, Wilhelm cố gắng bình thường hóa quan hệ với Pháp. Hoàng đế Pháp Napoléon III, là cháu trai của anh rể ông, Jérôme Bonaparte, cựu vương của Westphalia.
Liên minh thần thánh giữa Nga, Áo và Phổ đã kết thúc khi Chiến tranh Krym bùng nổ. Vào ngày 27 tháng 9 năm 1857, một cuộc họp do Wilhelm đã được tổ chức tại Stuttgart giữa Napoléon III và Sa hoàng Alexander II. Các hoàng đế đồng ý rằng Nga sẽ không can thiệp vào bất kỳ cuộc chiến nào mà Pháp sẽ thực hiện để hỗ trợ Vương quốc Sardinia trong cuộc chiến chống lại Đế chế Áo (sau này trở thành Chiến tranh giành độc lập Ý lần thứ hai). Đặc biệt khi về già, các Thân vương châu Âu thường tìm đến Wilhelm để xin lời khuyên. Do đó, người viết tiểu sử của ông, Paul Sauer đã gọi ông là "Nestor trong số các thân vương châu Âu".

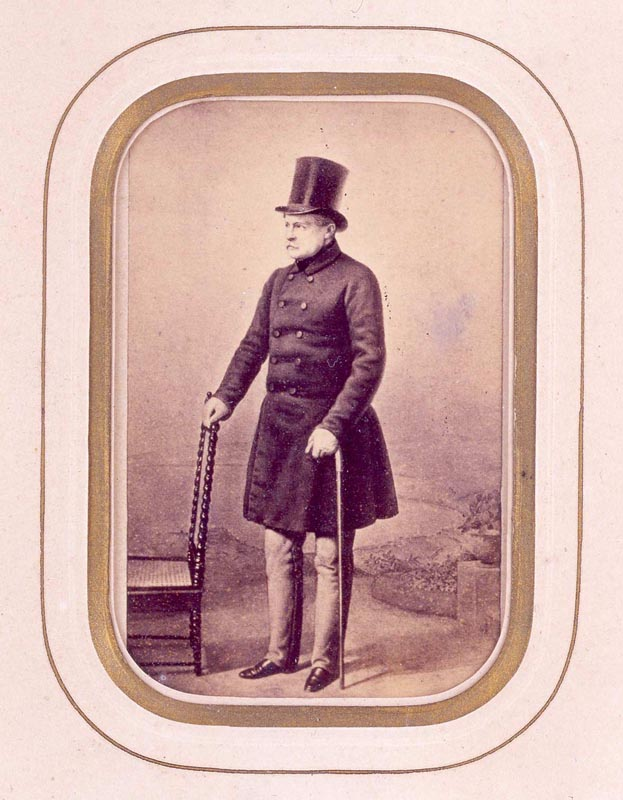
Vua Wilhem 1861.

Cuộc hôn nhân của Wilhelm trong mắt người ngoài có vẻ hạnh phúc nhưng thực tế lại hoàn toàn tan vỡ. Ông thường xuyên được tình nhân của mình là Amalie, đi cùng trong những chuyến thăm riêng. Ông không tin tưởng con trai mình là Thái tử Karl, sẽ tiếp quản các chức năng của chính phủ; Khuynh hướng đồng tính luyến ái của Karl khiến ông gặp rắc rối. Ông rất yêu quý con dâu và cháu gái của mình là Thái tử phi Olga. Cô thường xuyên phải đứng ra hòa giải giữa chồng và bố chồng, điều này trong thời gian dài đã dẫn đến mối quan hệ căng thẳng giữa cô và Wilhelm. Các con gái của ông sau cuộc hôn nhân với Catherine đều có tranh chấp hôn nhân với chồng của họ, Alfred von Neipperg và Willem III của Hà Lan.
Vua Wilhelm ngày càng bị lãng tai theo tuổi tác và phải điều trị thường xuyên từ những năm 1850. Vào mùa thu năm 1863, tình trạng của ông ngày càng xấu đi. Ông ít liên lạc với gia đình, trong khi tình nhân Amalie thường xuyên ở bên cạnh. Ông thường được nhà văn Friedrich Wilhelm Hackländer đến thăm. Trước khi qua đời, ông đã cho tiêu hủy những lá thư và hồ sơ riêng tư.

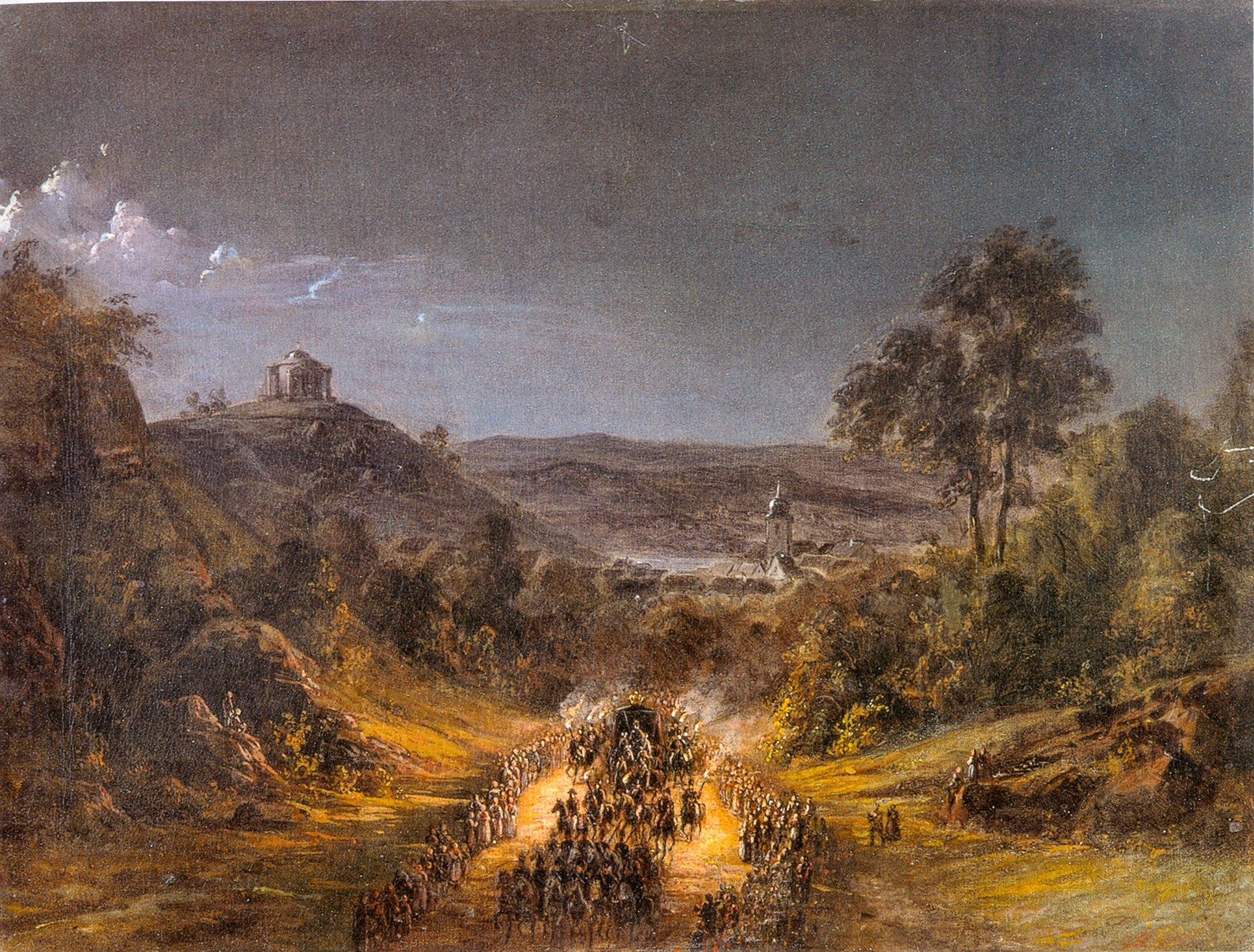
Di chuyển thi thể của Wilhelm I, vào sáng sớm ngày 30 tháng 6 năm 1864, đến Lăng mộ Württemberg.

Wilhelm qua đời lúc 5 giờ 10 phút sáng ngày 25 tháng 6 năm 1864 tại Cung điện Rosenstein trước sự chứng kiến của bác sĩ riêng của ông là Karl Alsatian, và một người hầu. Vào sáng ngày 30 tháng 6, trước sự chứng kiến của con trai và người kế vị là Thái tử Karl và con riêng của vợ ông là Peter xứ Oldenburg, ông được chôn cất cùng với người vợ thứ hai là Yekaterina tại Lăng mộ Württemberg. Vài giờ sau, một buổi lễ tưởng niệm được tổ chức tại đó với sự tham gia của Vương thái hậu Pauline, con dâu của ông là Thái tử phi Olga, các con gái của ông là Vương hậu Sophie của Hà Lan, Thân vương phi Catherine và Thân vương phi Augusta xứ Sachsen-Weimar-Eisenach, cháu trai của ông là Grand. Công tước Constantine của Nga và con riêng của ông là Peter xứ Oldenburg cũng có mặt.
Mặc dù Wilhelm không đề cập đến vợ mình là Pauline trong di chúc nhưng ông vẫn đảm bảo rằng các tình nhân cũ của ông là Therese xứ Abel và Blanche La Flèche sẽ nhận được tiền trợ cấp. Vương thái hậu Pauline và Thái tử Karl nhất quyết yêu cầu Amalie xứ Stubenrauch phải rời khỏi triều đình và bà chuyển đến một điền trang ở Tegernsee, nằm cạnh Villa Arco, nơi họ mua lại vào năm 1862. Bà qua đời tại đó vào ngày 14 tháng 4 năm 1876 và được chôn cất tại Tegernsee.

## Hôn nhân và hậu duệ
Wilhelm kết hôn 3 lần:

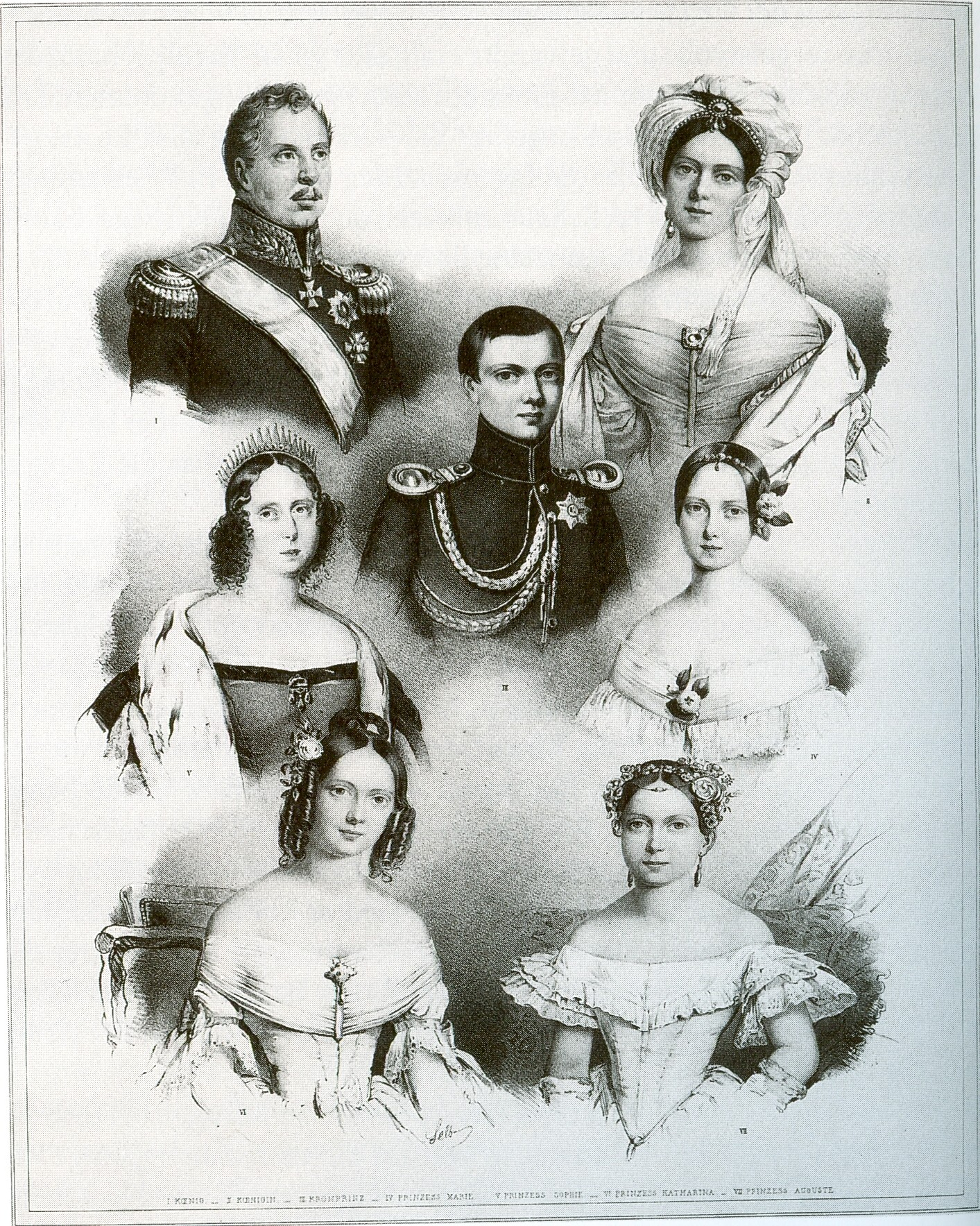
Vua Wilhelm I và người vợ thứ 3 Vương hậu Pauline (ở trên), cùng các con của họ là Thái tử Karl (giữa), Catherine (phía dưới bên trái) và Augusta (phía dưới bên phải) cùng hai con gái của nhà vua từ cuộc hôn nhân thứ hai là Vương nữ Sophie (giữa bên trái) và Marie (giữa bên phải)

- Lần đầu tiên vào ngày 8 tháng 6 năm 1808 tại Munich với Vương nữ Karoline Auguste (1792–1873), con gái của Vua Maximilian I Joseph của Bayern (1756–1825) và Auguste Wilhelmine xứ Hessen-Darmstadt (1765–1796). Họ ly hôn vào năm 1814 mà không có con;
- Lần thứ hai, vào ngày 24 tháng 1 năm 1816 tại Saint Petersburg,[1] Đế quốc Nga, ông kết hôn với người em họ đầu tiên của mình là Nữ đại công tước Yekaterina Pavlovna của Nga (1788–1819), con gái của Hoàng đế Pavel I của Nga (1754–1801) và Công nữ Sophie Dorothee xứ Württemberg ( 1759–1828)[1], họ có với nhau 2 cô con gái:
  - Vương nữ Marie Friederike Charlotte của Württemberg (1816–1887) kết hôn với Alfred, Bá tước xứ Neipperg (1807–1865);
  - Vương nữ Sophie của Württemberg (1818–1877) kết hôn với Vua Willem III của Hà Lan (1817–1890).
- Lần kết hôn thứ ba vào ngày 15 tháng 4 năm 1820 tại Stuttgart, ông kết hôn với một người em họ đầu tiên khác là Nữ công tước Pauline Therese của Württemberg (1800–1873), con gái của Công tước Ludwig xứ Württemberg (1756–1817) và Henrietta xứ Nassau-Weilburg (1780–1857), hai người có với nhau một con trai và hai con gái:
  - Vương nữ Catherine của Württemberg (1821–1898), người kết hôn với Thân vương Friedrich của Württemberg (1808–1870), và vua Wilhelm II của Württemberg (sinh 1848–1921) là con của họ, người kế vị chú của mình là Vua Karl I của Württemberg và trị vì từ năm 1891 cho đến khi vương quốc bị bãi bỏ vào năm 1918.
  - Vua Karl I của Württemberg (sinh 1823–1891), người kế vị cha mình làm vua của Württemberg. Là một người đồng tính luyến ái, ông kết hôn với Nữ đại công tước Olga Nikolaevna của Nga, con gái của Sa hoàng Nicholas I của Nga, và không có người con nối dõi nào nên đã nhường ngôi lại cho cháu trai ông là Vua Wilhelm II của Württemberg (sinh 1848–1921);
  - Vương nữ Augusta của Württemberg (1826–1898) kết hôn với Công tử Hermann xứ Sachsen-Weimar-Eisenach (1825–1901). Một trong những người con gái của bà là Pauline xứ Sachsen-Weimar-Eisenach, kết hôn với Karl August, Đại công tước kế thừa xứ Sachsen-Weimar-Eisenach.

## Các vinh dự
- Württemberg:
  - Hiệp sĩ Đại bàng Vàng[25]
  - Thập tự lớn Huân chương Quân công, 1800[25]
  - Người sáng lập Huân chương Friedrich, 1 tháng 1 năm 1830[26]
- Đế quốc Áo:
  - Commander của Huân chương Quân sự Maria Theresa, 1814[27]
  - Thập tự lớn Thánh Stephen, 1830[28]
- Baden: Thập tự lớn của Huân chương Nhà Fidelity, 1813[29]
- Vương quốc Bayern: Hiệp sĩ Thánh Hubert, 1808[30]
- Vương quốc Bỉ: Grand Cordon của Huân chương Hoàng gia Leopold[26]
- Brunswick: Thập tự lớn Huân chương Henrich Sư tử[31]
- Denmark: Hiệp sĩ Huân chương Voi, 1 tháng 2 năm 1817[26]
- Đế chế Pháp: Đại bàng lớn của Bắc Đẩu Bội tinh, 1805/06[32]
- Vương quốc Hannover:[33]
  - Hiệp sĩ Thánh George, 1852
  - Thập tự lớn Huân chương Hoàng gia Guelphic
- Đại công quốc Hessen: Thập tự lớn của Huân chương Ludwig, 2 tháng 9 năm 1815[34]
- Hà Lan: Thập tự lớn của Huân chương Quân sự Wilhelm, 27 tháng 8 năm 1815[35]
- Đại công quốc Oldenburg: Thập tự lớn của Huân chương Peter Friedrich Ludwig, với Golden Crown, 13 tháng 9 năm 1847[36]
- Vương quốc Phổ:
  - Hiệp sĩ Đại bàng Đen, 3 tháng 11 năm 1812[37]
  - Iron Cross, 2nd Class, 1813
- Đế quốc Nga:[38]
  - Hiệp sĩ Thánh Andrew, 3 thang 5 năm 1814
  - Hiệp sĩ Thánh Alexander Nevsky, 3 tháng 5 năm 1814
  - Hiệp sĩ Thánh George, Hạng 2, 19 tháng 5 năm 1814
- Sachsen-Weimar-Eisenach: Thập tự lớn Huân chương Ưng Trắng, 16 tháng 2 năm 1829[39]
- Vương quốc Sachsen: Hiệp sĩ Huân chương Rue Crown, 1834[40]
- Liên hiệp Anh:
  - Thập tự lớn Danh dự Huân chương Bath (quân sự), 18 tháng 8 năm 1815[41]
  - Hiệp sĩ dòng Garter, 26 tháng 7 năm 1830[42]

## Tổ tiên
| \| \| \| \| \| \| \| \| \| \| \| 8. Karl Alexander xứ Württemberg \| \| \| \| \| \| \| \| \| \| \| \| \| \| \| \| \| \| \| \| \| \| \| \| \| \| \| \| \| \| \| \| \| \| \| \| \| \| \| \| \| \| \| \| \| \| \| \| \| \| \| 4. Friedrich II Eugene xứ Württemberg \| \| \| \| \| \| \| \| \| \| \| \| \| \| \| \| \| \| \| \| \| \| \| \| \| \| \| \| \| \| \| \| \| \| \| \| \| \| \| \| \| \| \| \| \| \| \| \| \| \| \| \| \| \| \| \| \| \| \| \| 9. Marie Auguste xứ Thurn và Taxis \| \| \| \| \| \| \| \| \| \| \| \| \| \| \| \| \| \| \| \| \| \| \| \| \| \| \| \| \| \| \| \| \| \| \| \| \| \| \| \| \| \| \| \| \| \| \| \| \| \| \| \| \| \| \| \| \| \| \| \| 2. Friedrich I của Württemberg \| \| \| \| \| \| \| \| \| \| \| \| \| \| \| \| \| \| \| \| \| \| \| \| \| \| \| \| \| \| \| \| \| \| \| \| \| \| \| \| \| \| \| \| \| \| \| \| \| \| \| \| \| \| \| \| \| \| \| \| 10. Friedrich Wilhelm xứ Brandenburg-Schwedt \| \| \| \| \| \| \| \| \| \| \| \| \| \| \| \| \| \| \| \| \| \| \| \| \| \| \| \| \| \| \| \| \| \| \| \| \| \| \| \| \| \| \| \| \| \| \| \| \| \| \| \| \| \| \| \| \| \| \| \| 5. Friederike xứ Brandenburg-Schwedt \| \| \| \| \| \| \| \| \| \| \| \| \| \| \| \| \| \| \| \| \| \| \| \| \| \| \| \| \| \| \| \| \| \| \| \| \| \| \| \| \| \| \| \| \| \| \| \| \| \| \| \| \| \| \| \| \| \| \| \| 11. Princess Sophia Dorothea of Prussia \| \| \| \| \| \| \| \| \| \| \| \| \| \| \| \| \| \| \| \| \| \| \| \| \| \| \| \| \| \| \| \| \| \| \| \| \| \| \| \| \| \| \| \| \| \| \| \| \| \| \| \| \| \| \| \| \| \| \| \| 1. William I of Württemberg \| \| \| \| \| \| \| \| \| \| \| \| \| \| \| \| \| \| \| \| \| \| \| \| \| \| \| \| \| \| \| \| \| \| \| \| \| \| \| \| \| \| \| \| \| \| \| \| \| \| \| \| \| \| \| \| \| \| \| \| 12. Karl I xứ Braunschweig-Wolfenbüttel \| \| \| \| \| \| \| \| \| \| \| \| \| \| \| \| \| \| \| \| \| \| \| \| \| \| \| \| \| \| \| \| \| \| \| \| \| \| \| \| \| \| \| \| \| \| \| \| \| \| \| \| \| \| \| \| \| \| \| \| 6. Karl Wilhelm Ferdinand xứ Brunswick \| \| \| \| \| \| \| \| \| \| \| \| \| \| \| \| \| \| \| \| \| \| \| \| \| \| \| \| \| \| \| \| \| \| \| \| \| \| \| \| \| \| \| \| \| \| \| \| \| \| \| \| \| \| \| \| \| \| \| \| 13. Philippine Charlotte của Phổ \| \| \| \| \| \| \| \| \| \| \| \| \| \| \| \| \| \| \| \| \| \| \| \| \| \| \| \| \| \| \| \| \| \| \| \| \| \| \| \| \| \| \| \| \| \| \| \| \| \| \| \| \| \| \| \| \| \| \| \| 3. Augusta xứ Brunswick-Wolfenbüttel \| \| \| \| \| \| \| \| \| \| \| \| \| \| \| \| \| \| \| \| \| \| \| \| \| \| \| \| \| \| \| \| \| \| \| \| \| \| \| \| \| \| \| \| \| \| \| \| \| \| \| \| \| \| \| \| \| \| \| \| 14. Frederick Lewis, Thân vương xứ Wales \| \| \| \| \| \| \| \| \| \| \| \| \| \| \| \| \| \| \| \| \| \| \| \| \| \| \| \| \| \| \| \| \| \| \| \| \| \| \| \| \| \| \| \| \| \| \| \| \| \| \| \| \| \| \| \| \| \| \| \| 7. Augusta của Đại Anh \| \| \| \| \| \| \| \| \| \| \| \| \| \| \| \| \| \| \| \| \| \| \| \| \| \| \| \| \| \| \| \| \| \| \| \| \| \| \| \| \| \| \| \| \| \| \| \| \| \| \| \| \| \| \| \| \| \| \| \| 15. Augusta xứ Sachsen-Gotha-Altenburg \| \| \| \| \| \| \| \| \| \| \| \| \| \| \| \| \| \| \| \| \| \| \| \| \| \| \| \| \| \| \| \| \| \| \| \| \| \| \| \| \| \| \| |                                              |  |  |  |  |  |  |  |  |                                  |  |  |  |
| |                                              |  |  |  |  |  |  |  |  | 8. Karl Alexander xứ Württemberg |  |  |  |
| |                                              |  |  |  |  |  |  |  |  |                                  |  |  |  |
| |                                              |  |  |  |  |  |  |  |  |                                  |  |  |  |
| |                                              |  |  |  |  |  |  |  |  |                                  |  |  |  |
| | 4. Friedrich II Eugene xứ Württemberg        |  |  |  |  |  |  |  |  |                                  |  |  |  |
| |                                              |  |  |  |  |  |  |  |  |                                  |  |  |  |
| |                                              |  |  |  |  |  |  |  |  |                                  |  |  |  |
| |                                              |  |  |  |  |  |  |  |  |                                  |  |  |  |
| | 9. Marie Auguste xứ Thurn và Taxis           |  |  |  |  |  |  |  |  |                                  |  |  |  |
| |                                              |  |  |  |  |  |  |  |  |                                  |  |  |  |
| |                                              |  |  |  |  |  |  |  |  |                                  |  |  |  |
| |                                              |  |  |  |  |  |  |  |  |                                  |  |  |  |
| | 2. Friedrich I của Württemberg               |  |  |  |  |  |  |  |  |                                  |  |  |  |
| |                                              |  |  |  |  |  |  |  |  |                                  |  |  |  |
| |                                              |  |  |  |  |  |  |  |  |                                  |  |  |  |
| |                                              |  |  |  |  |  |  |  |  |                                  |  |  |  |
| | 10. Friedrich Wilhelm xứ Brandenburg-Schwedt |  |  |  |  |  |  |  |  |                                  |  |  |  |
| |                                              |  |  |  |  |  |  |  |  |                                  |  |  |  |
| |                                              |  |  |  |  |  |  |  |  |                                  |  |  |  |
| |                                              |  |  |  |  |  |  |  |  |                                  |  |  |  |
| | 5. Friederike xứ Brandenburg-Schwedt         |  |  |  |  |  |  |  |  |                                  |  |  |  |
| |                                              |  |  |  |  |  |  |  |  |                                  |  |  |  |
| |                                              |  |  |  |  |  |  |  |  |                                  |  |  |  |
| |                                              |  |  |  |  |  |  |  |  |                                  |  |  |  |
| | 11. Princess Sophia Dorothea of Prussia      |  |  |  |  |  |  |  |  |                                  |  |  |  |
| |                                              |  |  |  |  |  |  |  |  |                                  |  |  |  |
| |                                              |  |  |  |  |  |  |  |  |                                  |  |  |  |
| |                                              |  |  |  |  |  |  |  |  |                                  |  |  |  |
| | 1. William I of Württemberg                  |  |  |  |  |  |  |  |  |                                  |  |  |  |
| |                                              |  |  |  |  |  |  |  |  |                                  |  |  |  |
| |                                              |  |  |  |  |  |  |  |  |                                  |  |  |  |
| |                                              |  |  |  |  |  |  |  |  |                                  |  |  |  |
| | 12. Karl I xứ Braunschweig-Wolfenbüttel      |  |  |  |  |  |  |  |  |                                  |  |  |  |
| |                                              |  |  |  |  |  |  |  |  |                                  |  |  |  |
| |                                              |  |  |  |  |  |  |  |  |                                  |  |  |  |
| |                                              |  |  |  |  |  |  |  |  |                                  |  |  |  |
| | 6. Karl Wilhelm Ferdinand xứ Brunswick       |  |  |  |  |  |  |  |  |                                  |  |  |  |
| |                                              |  |  |  |  |  |  |  |  |                                  |  |  |  |
| |                                              |  |  |  |  |  |  |  |  |                                  |  |  |  |
| |                                              |  |  |  |  |  |  |  |  |                                  |  |  |  |
| | 13. Philippine Charlotte của Phổ             |  |  |  |  |  |  |  |  |                                  |  |  |  |
| |                                              |  |  |  |  |  |  |  |  |                                  |  |  |  |
| |                                              |  |  |  |  |  |  |  |  |                                  |  |  |  |
| |                                              |  |  |  |  |  |  |  |  |                                  |  |  |  |
| | 3. Augusta xứ Brunswick-Wolfenbüttel         |  |  |  |  |  |  |  |  |                                  |  |  |  |
| |                                              |  |  |  |  |  |  |  |  |                                  |  |  |  |
| |                                              |  |  |  |  |  |  |  |  |                                  |  |  |  |
| |                                              |  |  |  |  |  |  |  |  |                                  |  |  |  |
| | 14. Frederick Lewis, Thân vương xứ Wales     |  |  |  |  |  |  |  |  |                                  |  |  |  |
| |                                              |  |  |  |  |  |  |  |  |                                  |  |  |  |
| |                                              |  |  |  |  |  |  |  |  |                                  |  |  |  |
| |                                              |  |  |  |  |  |  |  |  |                                  |  |  |  |
| | 7. Augusta của Đại Anh                       |  |  |  |  |  |  |  |  |                                  |  |  |  |
| |                                              |  |  |  |  |  |  |  |  |                                  |  |  |  |
| |                                              |  |  |  |  |  |  |  |  |                                  |  |  |  |
| |                                              |  |  |  |  |  |  |  |  |                                  |  |  |  |
| | 15. Augusta xứ Sachsen-Gotha-Altenburg       |  |  |  |  |  |  |  |  |                                  |  |  |  |
| |                                              |  |  |  |  |  |  |  |  |                                  |  |  |  |
| |                                              |  |  |  |  |  |  |  |  |                                  |  |  |  |